# Остерц, Славко
Славко Остерц (словен. Slavko Osterc; 17 июня 1895, Вержей, Австро-Венгрия, ныне Словения — 23 мая 1941, Любляна) — словенский композитор.

## Биография
Остерц родился в 1895 году. Ученик Эмерика Берана. Учился в Пражской консерватории с 1925 по 1927 год у Алоиса Хабы и Карела Йирака. Основоположник словенской композиторской школы. Пропагандировал новые течения западно-европейской музыки 1920—1930-х гг. Сотрудничал в Международном обществе современной музыки. С 1927 преподавал в консерватории (с 1939 — Музыкальная академия) в Любляне. Среди его сочинений — семь опер, три балета, камерная музыка и произведения для симфонического оркестра.

## Сочинения
- опера «Крещение при Савице» (1921, Любляна)
- опера «Медея» (1931, Любляна)
- балет «Иллюзии» (1962, Любляна)
- кантаты
- симфония (1922)